# 飯神社
飯神社（いいじんじゃ）とは、香川県丸亀市にある神社。
讃岐国鵜足郡の式内社。旧社格は県社。「讃岐富士」と称される飯野山の西南麓に鎮座し、飯野山自体を神体山とするという。

## 祭神

### 主祭神
- 飯依比古
  - 讃岐国国魂神。伊予之二名島の顔の一つ。飯依は「穀類が集まる」の意味で、食べ物に不足しない地であることを表したと推測される。
- 少彦名命

### 合祀
- 倉稲魂神
- 大年神

## 由緒
創建時期は不明。先史時代に飯野山山頂の岩石群を磐座としたのが始まりという。飯野山山腹に遷座後、康保元年（964年）に現在地に遷座される。
天安2年（858年）～貞観6年（864年）紀夏井が讃岐国司となった際、当社への信仰が厚く毎年の奉幣があったとされる。
仁和2年（886年）～ 仁和6年（890年）菅原道真が讃岐国司となり参拝。
仁和4年（888年）12月15日、宇多天皇により従五位上の神階を授けられる。
延長5年（927年）『延喜式神名帳』に記載され、国幣を賜る。
天正9年（1581年）、長宗我部元親の讃岐国侵攻の兵火により焼失。
元和8年（1622年）消失した社殿が再建される。
明治元年（1868年）飯野村の村社に列す。
明治22年（1889年）社殿を改築、現在の社殿となる。
明治44年（1911年）高柳にある幸神社と山根にある荒神社を合祀する。
大正10年（1921年）県社に昇格、神饌幣帛料供進神社に指定される。
昭和56年（1981年）社殿が修復される。

## 境内社
- 幸神社
- 荒神社
- 伊勢社
- 飯天神社

## その他
菅原道真が讃岐国国司時代、飯神社を深く信仰しており、京に帰任する際、木像を彫って納めたという。境内社飯天神社の御神体がその木像であると伝わる。